# الجنية (حكاية)
حكاية الجنية هي رواية أدبية خيالية من تأليف الكاتب والشاعر والوزير والديبلوماسي السعودي غازي القصيبي، صدرت عام 2006 وتتناول جدل العلاقة بين المرأة والرجل، بمختلف المستويات،  حيث تحكي قصة عاطفية تجمع بين إنسي وجنية، وتتناول بإسهاب علاقة الجن بالبشر.